# South Alamo
South Alamo és una concentració de població designada pel cens dels Estats Units a l'estat de Texas. Segons el cens del 2000 tenia 3.101 habitants.

## Demografia
Segons el cens del 2000, South Alamo tenia 3.101 habitants, 649 habitatges, i 608 famílies. La densitat de població era de 592,7 habitants per km².
Dels 649 habitatges en un 70,6% hi vivien nens de menys de 18 anys, en un 76,6% hi vivien parelles casades, en un 12,3% dones solteres, i en un 6,2% no eren unitats familiars. En el 4,8% dels habitatges hi vivien persones soles l'1,8% de les quals corresponia a persones de 65 anys o més que vivien soles. El nombre mitjà de persones vivint en cada habitatge era de 4,78 i el nombre mitjà de persones que vivien en cada família era de 4,92.
Per edats la població es repartia de la següent manera: un 45,6% tenia menys de 18 anys, un 11,6% entre 18 i 24, un 28,5% entre 25 i 44, un 10,9% de 45 a 60 i un 3,3% 65 anys o més.
L'edat mediana era de 20 anys. Per cada 100 dones de 18 o més anys hi havia 103,9 homes.
La renda mediana per habitatge era de 13.906 $ i la renda mediana per família de 14.598 $. Els homes tenien una renda mediana de 14.944 $ mentre que les dones 11.094 $. La renda per capita de la població era de 3.162 $. Aproximadament el 66,2% de les famílies i el 69,2% de la població estaven per davall del llindar de pobresa.

## Poblacions properes
El següent diagrama mostra les poblacions més properes.